# یواس‌اس آنادیلا (۱۸۶۱)
یواس‌اس آنادیلا (۱۸۶۱) (به انگلیسی: USS Unadilla (1861)) یک کشتی بود که طول آن ۱۵۸ فوت (۴۸ متر) بود. این کشتی در سال ۱۸۶۱ ساخته شد.